# Чемпіони Землі
Програма ООН з навколишнього середовища (UN Environment) заснувала програму «Чемпіони Землі» у 2005 році як щорічну програму нагород для відзначення видатних екологічних лідерів та лідерок із державного та приватного секторів, а також громадянського суспільства. Як правило, щорічно обирається від п’яти до семи лауреатів та лауреаток. Кожен лауреат та лауреатка запрошується на церемонію нагородження, щоб отримати кубок, виголосити вітальну промову та взяти участь у прес-конференції. Фінансові винагороди не присуджуються. Ця програма нагород є наступником Всесвітнього почесного списку 500 ЮНЕП.

## Деталі нагороди
Як правило, щорічно обирається від п’яти до семи лауреатів та лауреаток. Кожен лауреат та лауреатка запрошується на церемонію нагородження, щоб отримати кубок, виголосити вітальну промову та взяти участь у прес-конференції. Фінансові винагороди не присуджуються. Ця програма нагород є наступником Всесвітнього почесного списку 500 ЮНЕП.
Відзнака включає 15 000 доларів США фінансової підтримки.
У 2017 році програма була розширена і включила Молоді чемпіони Землі — перспективний приз для талановитих новаторів та новаторок у віці від 18 до 30 років, які демонструють видатний потенціал для позитивного впливу на навколишнє середовище. Ініціатива проводиться у партнерстві з Covestro, компанією, що займається виробництвом пластмас. Програма ООН з довкілля присуджує його щороку семи молодим екологам та екологиням з усього світу у віці від 18 до 30 років за їх видатні ідеї захисту навколишнього середовища.

## Призери: Чемпіони Землі

### 2022 рік
- Девід Аттенборо - Премія за життєві досягнення.[7]

### 2021 рік
- Д-р Гледіс Калема-Зікусока (Уганда) - Наука та інновації.

### 2020 рік
- Прем'єр-міністр Фіджі Франк Баїнімарама — Політичний лідер.[8]
- Фабіан Лендерц (Німеччина) — Наука та інновації.
- Мінді Лабер (США) — Підприємницьке бачення.
- Немонте Ненкімо (Еквадор) — Натхнення та дія.
- Якуба Савадого (Буркіна-Фасо) — Натхнення та дія.
- Професор Роберт Д. Буллард (США) — Премія за життєві досягнення.

### 2019 рік
- Коста-Рика — Політичне керівництво.[9]
- Кетрін Хейхо — Наука та інновації.
- Мурашиний ліс — Натхнення та дія.
- П'ятниці для майбутнього — Натхнення та дія.
- Патагонія — Підприємницьке бачення.
- Луїза Мабуло — Охорона навколишнього середовища.

### 2018 рік
- Міжнародний аеропорт Кочіна - Підприємницьке бачення.
- Еммануель Макрон – Політичне лідерство.
- Beyond Meat – Наука та інновації.
- Impossible Foods – Наука та інновації.
- Джоан Карлінг - Премія за життєві досягнення.
- Нарендра Моді - Політичне керівництво.[10]
- Програма відродження зелених сільських районів Чжецзяна – Натхнення та дії.

### 2017 рік
- Пол Ньюман і Центр космічних польотів імені Ґоддарда НАСА — Наука та інновації.[11]
- Мобайк - Підприємницьке бачення.
- Джефф Орловський - Натхнення та дія.
- Спільнота з заліснення Сайханба – Натхнення та дія.
- Крістофер І'Ансон - Генеральний чемпіон.
- Ван Веньбяо - Премія за життєві досягнення.

### 2016 рік
- Афроз Шах — Натхнення і дія.
- Берта Касерес — Натхнення та дія.
- Хосе Сарукхан Кермез — Досягнення всього життя.
- Лейла Акароглу — Наука та інновації.
- Марокканське агентство сонячної енергії (MASEN) — Підприємницьке бачення.
- Поль Кагаме — Політичне лідерство.

### 2015 рік
- Прем'єр-міністр Шейх Хасіна, Бангладеш — Політичне керівництво.
- Black Mamba APU — Натхнення та дія.
- Національне географічне товариство — Наука та інновації.
- Natura Brasil — Підприємницьке бачення.
- Пол Полман — Підприємницьке бачення.[12]

### 2014 рік
- Боян Слат - Натхнення і Дія.
- Фатіма Джібрел, Сомалі — Охорона навколишнього середовища.
- Сусіло Бамбанг Юдхойоно – Лідер у політиці.
- Томмі Ременгесау-молодший – Політичний лідер.
- Маріо Хосе Моліна-Паскель Анрікес - Довічне керівництво.
- Роберт Вотсон - Наука та інновації.
- Сільвія Ерл - Довічний лідер.
- Рада з зеленого будівництва США - Підприємницьке бачення.

### 2013 рік
- Янез Поточнік - Лідер в галузі політики.
- Браян МакКлендон - Підприємницьке бачення.
- Карло Петріні - Натхнення та дія.
- Ізабелла Тейшейра – Політичне лідерство.
- Джек Денджермонд - Підприємницьке бачення.
- Марта Ізабель Руїс Корзо - Натхнення та дія.
- Вірабхадран Раманатан - Наука та інновації.

### 2012 рік
- Президент Цахіагійн Елбегдорж, Монголія – Політичне лідерство.
- Фабіо Колетті Барбоза, Бразилія (генеральний директор Grupo Abril) і д-р Султан Ахмед аль-Джабер, Об'єднані Арабські Емірати (генеральний директор Masdar) – Підприємницького бачення.
- Бертран Піккар, Швейцарія – Натхнення та дія.
- Сандер Ван дер Леув, Нідерланди – Наука та інновації.
- Самсон Парашина, Кенія – Спеціальна категорія для низових ініціатив.

### 2011 рік
- Президент Феліпе Кальдерон, Мексика – Політичне лідерство.
- Ольга Сперанська, Росія - Наука та інновації.
- Чжан Юе, Broad Group, Китай – Підприємницьке бачення.
- Луї Палмер, Швейцарія – Натхнення та дія [співпереможець].
- Анжеліка Кіджо, Бенін –   Натхнення та дія [співпереможець].

### 2010 рік
- Президент Мохамед Нашід, Мальдіви – Політичний лідер.
- Таро Такахаші, Японія – Наука та інновації.
- Вінод Хосла, Індія - Підприємницьке бачення.
- Принц Мостафа Захер, Афганістан –  Натхнення та дія [співпереможець].
- Чжоу Сюнь, Китай –  Натхнення та дія [співпереможець].

Спеціальна нагорода

- Президент Бхаррат Джагдео, Гаяна – за збереження біорізноманіття та управління екосистемами.

### 2009 рік
- Ерік Сольхайм, Норвегія – Політичний лідер (співпереможець).
- Кевін Конрад та Коаліція націй тропічних лісів, Папуа-Нова Гвінея – Політичний лідер (співпереможець).
- Джанін Бенюс, Сполучені Штати Америки – Наука та інновації»
- Рон Гонен, Сполучені Штати Америки – Підприємницьке бачення.
- Тулсі Танті, Індія - Підприємницьке бачення.
- Ян Артюс-Бертран, Франція – Натхнення та дія.

### 2008 рік
- Балгіс Осман-Елаша, Судан з Африки – за роботу зі зміни клімату та адаптації в Північній та Східній Африці.
- Атік Рахман, Бангладеш з Азіатсько-Тихоокеанського регіону – За його національний та міжнародний досвід у сфері сталого розвитку, а також управління навколишнім середовищем та ресурсами. Він є одним із провідних спеціалістів у галузі.
- Альбер II, князь Монако, Монако з Європи: за його прихильність до сталого розвитку в Монако. Під його керівництвом Монако застосовує зразкову політику щодо скорочення викидів CO2 у всіх сферах суспільства, а також у бізнес-секторі.
- Елізабет Томпсон, Барбадос, з Латинської Америки та Карибського басейну – За видатну роботу на національному та міжнародному рівнях. Вона є одним із визнаних лідерок з екологічних проблем малих острівних держав, що розвиваються (SIDS).
- Тімоті Вірт, Сполучені Штати з Північної Америки - За свою роботу на посаді голови Фонду ООН та Фонду «Кращий світ» він поставив довкілля як пріоритет і мобілізував ресурси для його вирішення.
- Абдул-Кадер Ба-Джаммаль, Ємен із Західної Азії - За його екологічну політику як міністра, а потім як прем'єр-міністра в Ємені. Він заснував Міністерство водних ресурсів і навколишнього середовища та Орган охорони навколишнього середовища.

Спеціальний приз

- Гелен Кларк, Нова Зеландія – За її екологічні стратегії та три її ініціативи – схему торгівлі викидами, енергетичну стратегію та стратегію енергоефективності та збереження.

### 2007 рік
- Шеріф Рахмані, Алжир з Африки - За розвиток екологічного законодавства в Алжирі та за вирішення проблеми опустелювання.
- Елісея «Бебет» Гіллера Гозун, Філіппіни з Азії та Тихого океану - за просування екологічного порядку денного на її рідних Філіппінах, завоювавши довіру лідерів бізнесу, неурядових організацій та осіб, які приймають політичні рішення.
- Вівека Бон, Швеція з Європи - За визначну роль у багатосторонніх переговорах та її лідерство у глобальних зусиллях із забезпечення хімічної безпеки.
- Марина Сілва, Бразилія з Латинської Америки та Карибського басейну - За її невтомну боротьбу за захист тропічних лісів Амазонки, беручи до уваги погляди людей, які використовують ресурси у своєму повсякденному житті.
- Ел Гор, Сполучені Штати з Північної Америки - За те, що захист навколишнього середовища став одним із головних компонентів його державної служби та за те, що просвітив світ про небезпеку, яку несуть зростання викидів парникових газів.
- Його Королівська Високість принц Хасан бін Талал, Йорданія із Західної Азії - За віру в транскордонне співробітництво для захисту навколишнього середовища та за комплексне вирішення екологічних проблем.

Спеціальний приз

- Жак Рогге та Міжнародний олімпійський комітет (МОК) - За просування програми спорту та навколишнього середовища шляхом надання більших ресурсів для сталого розвитку та за введення суворих екологічних вимог до міст, які претендують на проведення Олімпійських ігор.

### 2006 рік
- Роза Олена Симеон Негрін, Куба
- Жіноча організація навколишнього середовища та розвитку
- Тевольде Берхан Гебре Егзіабхер, Ефіопія
- Масуме Ебтекар, Іран
- Мохамед Ель-Ашрі, Єгипет
- Томмі Кох Тхонґ Бі, Сінгапур
- Михайло Горбачов, Росія
- Стефані Джордж, Нова Зеландія

### 2005 рік
- Король Джигме Сінг'є Вангчук і народ Бутану, Бутан
- Шейх Заїд бін Султан Аль Нахайян, Об'єднані Арабські Емірати
- Табо Мбекі, Південна Африка
- Вселенський патріарх Варфоломій, корінний грек
- Шейла Уотт-Клотьє, Канада
- Джулія Карабіас Лілло, Мексика
- Чжоу Цян і Всекитайська молодіжна федерація, Китай

## Призери: юні чемпіони Землі

### 2020 рік
- Сяоюань Рен, Китай.[13]
- Від'ют Мохан, Індія.[14]
- Нзамбі Маті, Кенія.[15]
- Нірія Алісія Гарсія, Сполучені Штати Америки.[16]
- Макс Ідальго Квінто, Перу.[17]
- Лефтеріс Арапакіс, Греція.[18]
- Фатема Альзелзела, Кувейт.[19]

### 2019 рік
- Моллі Бурханс, Сполучені Штати Америки.[20]
- Омар Ітані, Ліван.[21]
- Соніка Манандхар, Непал.[22]
- Маріанна Мунтяну, Росія.[23]
- Луїза Мабуло, Філіппіни.[24]
- Анна Луїза Бесерра, Бразилія.[25]
- Аджані Коста, Ангола.[26]

### 2018 рік
- Шейді Рабаб, Єгипет.[27]
- Міранда Ван, Сполучені Штати Америки.[28]
- Мяо Ван, Китай.[29]
- Г'ю Велдон, Ірландія.[30]
- Хеба Аль-Фарра, Кувейт.[31]
- Гатор Халперн, Багамські острови.[32]
- Арпіт Дхупар, Індія.[33]

### 2017 рік
- Омер Бадохон, Ємен.[4]
- Адам Діксон, Європа.[4]
- Кая Дорі, Північна Америка.[4]
- Ерітай Катеїбві, Земля для Азії та Тихого океану [4]
- Маріама Мамане, Нігер.[4]
- Ліліана Харамільо Пазміньо, Латинська Америка та Карибський басейн.[4]

## Зовнішні посилання
- Чемпіони Землі, Програма ООН з навколишнього середовища
- Юні чемпіони Землі, Програма ООН з навколишнього середовища
- База даних усіх лауреатів. unep.org (англ.). UNEP. Процитовано 12 вересня 2017.